# Az élet álom
Az élet álom (eredeti címe spanyol nyelven: La vida es sueño) Pedro Calderón de la Barca 17. századi barokk költő, a legnagyobb spanyol drámaíró 3 felvonásos verses drámája, legismertebb műve. Először 1635-ben jelent meg, első magyar fordítása 1870-ben készült.
Calderon idejében a spanyol drámán úrrá lesz a gondolat – írja Szerb Antal. – „Legfőképpen az a gondolat, amely a kort annyira foglalkoztatja, Shakespeare-nek és angol kortársainak darabjaiban is mindegyre visszatér: hogy az élet csak látszat, komédia, álom, La vida es sueño”. A témát Calderón kilencszer dolgozta fel.

## Személyek
- Basilio, király
- Segismundo
- Astolfo
- Clotaldo
- Clarín
- Estrella
- Rosaura

## Cselekmény
I. felvonás
Lengyelország sziklás vidékén Rosaura, egy férfi ruhát viselő nemes hölgy és szolgája eltéved. A szürkületben megpillantanak egy lakótornyot, melyből kiáltozás hallatszik: a bezárt Segismundo láncait csörgetve átkozza sorsát, mely a szabadságtól és az élet örömeitől megfosztja. A vándorok érkezése meglepi, hiszen magányában többnyire csak nevelőjével, a nemes Clotaldóval találkozik. Clotaldo felébred, előhívja a maszkot viselő  őröket, majd a vándorokat elvezeti. Közben felismeri Rosaura kardját és ráébred, hogy a férfiruhás idegen – a lánya. A torony titkát felfedezőket azonban a parancs szerint a király elé kell vezetnie, de bízik az igazságos ítéletben.
Astolfo herceg és Estrella infánsnő is nagybátyjuk, Basilio lengyel király elé járul. Úgy tudni, a királynak nincs fiúörököse, így halála után a trón az egyik unokatestvérre szállhat. Astolfo kész lenne Estrellát feleségül venni, de Estrella húzódózik: zavarja a kis kép, amit a férfi mindig a mellén hord. Az idős király feltárja előttük titkát: van egy fia, ő a törvényes örökös, de születése előtt az asztrológusok megjósolták, hogy az országra és rá is bajt hozó, kegyetlen zsarnok lesz. Ezért Basilio annak idején letagadta és toronybörtönbe záratta újszülött fiát, Segismundót, aki ott Clotaldo felügyelete alatt nőtt fel. Most azonban a király elhatározta, hogy próbára teszi fiát és egy napra lehetőséget ad neki az uralkodásra. Közben Clotaldo is a királyhoz vezeti Rosaurát, aki felfedi, hogy álruhába öltözött nő és Astolfo keresésére jött, akihez régi szerelem fűzi; a herceg a nyakában viseli az ő arcképét. Basilio nem ítéli el Rosaurát, hanem Astrea álnéven az udvarnál tartja.
II. felvonás
Basilio parancsára Clotaldo altatót itat Segismundóval, aki felébredve a király fiaként trónra kerülve a palotában találja magát. Bizonytalan helyzetében azt hiszi, hogy korábbi életét csak álmodta. Szabadságra és hatalomra jutva előtörnek vad ösztönei, mindenkihez durva, nyers, szörnyűségeket művel, egy neki ellentmondó szolgát a tengerbe hajít és Clotaldo életére tör. A király igazolva látja az egykori jóslatot és ismét elaltatva visszaviteti fiát a toronyba. A magához térő Segismundo csalódása leírhatatlan. Clotaldo magyarázatára hajlandó csupán álomnak tekinteni mindazt, ami történt, sőt az egész életet is, és kezdi más szemmel látni önmagát és a világot. 
Mily csodás s megfoghatatlan
Álomlátás a mi létünk!
Káprázat csak káprázatban,
Amit végigélni vélünk.
Álmodunk, s azt hisszük, élünk.
(...)
Mi az élet? Délibábja
Egy sivatag ürességnek,
Képzelődés, felhők árnya.
És ha álom csak az élet,
Az álom az álmok álma.
Basilio elhatározza, hogy a koronát Astolfónak adja át, aki továbbra is igényt tart Estrella kezére. Az infánsnő megkéri új barátnőjét, Astreát, tudja meg, milyen képet hord a mellén Astolfo. Astolfo felismeri az állítólagos Astreában régi szerelmét, Rosaurának pedig sikerül megszereznie tőle a kis képet, de nem akarja másnak is megmutatni. Csalódottan veszi tudomásul, hogy Astolfo elárulta szerelmüket.
III. felvonás
Miután híre ment, hogy Basiliónak van fia, de a koronát az idegen (moszkvai) Astolfo hercegnek szánja, lázadás tört ki. A felkelők kiszabadítják Segismundót és vezérükké emelve legyőzik a király híveit. Basilio már felkészült, hogy gátlástalan fia kényére-kegyeire adja magát. De a másodszor is kiszabaduló vagy „felébredő” Segismundo már nem hisz abban, ami vele történik; mindent álomnak tekint és úgy viselkedik, mint akinek majd egy másik világban kell felébrednie. Ez rábírja, hogy legyőzze korábbi indulatait és mint engedelmes fiú borul apja lába elé. Astolfo herceget egy ideig távol tartja Rosaurától a származásuk különbsége, de a nemes Clotaldo felfedi, hogy Rosaura a lánya, így a házasságnak már nincs akadálya. A mindenkivel közvetlen, barátságos Segismundo pedig megkéri Estrella kezét és igazságos uralkodó lesz.

## Stílus, értelmezési lehetőségek
A színdarab Calderón pályájának legtermékenyebb korszakában keletkezett, 1635-ben jelent meg. 1636-ban jelent meg drámáinak első kötete, a következő évben a második kötete. Mint egyéb akkori drámáiban, Az élet álomban is igazi „barokkos” költőnek mutatkozik. Hosszan ismerteti a hősök előtörténetét, kedveli a terjengős monológokat, a képek halmozását, az emelkedett, gyakran túlburjánzó stílust, „lírai hevű versei zuhatag módjára ömlöttek a papírra.” (Kőrösi A.) 
A darab főhőse Segismundo királyfi, aki a teljes elzártságból és jogfosztottságból egymás után kétszer is a hatalom csúcsára jut. Az álom és valóság, a kételyek között hányódó drámai hős története sokféle értelmezésre ad lehetőséget.
Kőrösi Albin A spanyol irodalom történetében (1930) csak röviden tér ki a műre. „E misztikusbölcseleti dráma a fenséges eszmét egy költött cselekmény keretében fejti meg. (…) Segismundo lelke folyton álom és való között lebeg; a kettő között nem tud éles határt vonni, ha cselekedni akar. Az álom rögeszméje gyötri lelkét, mint Hamletét a lét és nem-lét kérdése. «Menjünk uralkodni, ó sors, – Ne ébressz föl, hogyha alszom, s ha való az, ne altass el!» Ha Don Quijote rögeszméje az igazság, Segismundóé az álom. (…) Az egész szövegen egyébiránt a pesszimizmus bús köde borong végig.”
Hegedüs Géza Világirodalmi arcképcsarnokában (1994) nem filozófiai, hanem kor- és társadalomtörténeti szempontból közelíti meg a 17. században írt művet: „E korszak spanyol gondolkodói egyre gyakrabban emlegetik, hogy a világ és annak menete érthetetlen. Calderón drámája ennek az életérzésnek, a lét nem értésének pompás tükröződése. Hőse, Segismundo egy egész különös cselekmény folyamán olyan helyzetbe kerül, hogy hol rabként börtönben van, hol meg ő a király. És mindig elhitetik vele, hogy a másik életforma álom volt. Ez a helyzet olyan szorongóvá teszi, hogy nem mer cselekedni, hátha a mozgás rosszabb helyzetbe hozza. Híres monológjában úgy összegezi körülményeiből fakadó életérzését, hogy fogalma sincs, mikor álmodik, és mikor van ébren.

## Magyar nyelvű fordítások és bemutatók
A drámát elsőként Győry Vilmos fordította magyarra (1870), és először 1873-ban mutatták be a Nemzeti Színházban. Az ősbemutatón Rosaura szerepét Jászai Mari, Segismundóét Molnár György alakította. A 20. században előbb Harsányi Kálmán (1924), majd Jékely Zoltán (1967) ültette át magyar nyelvre. A 21. század elején Mester Yvonne nyersfordítása alapján Térey János készített új, korszerű fordítást (2005). A fordítások első nyomtatott megjelenése:
- Az élet álom. Színmű; ford. Győry Vilmos; Kisfaludy-Társaság, Pest, 1871
- Az élet álom; színpadra átdolgozva ford. Harsányi Kálmán; Stádium, Budapest, 1924
- Az élet álom; ford. Mester Yvonne, Térey János; Nemzeti Színház, Budapest, 2005

Az új fordításban először a budapesti Nemzeti Színházban játszották 2005-ben, rendező Valló Péter. 2010-ben a budapesti Katona József Színház „Kamra” színpadán Mester Yvonne fordítása alapján Kovács Dániel és Várady Zsuzsa szövegével mutatták be, rendezte Kovács Dániel (akkor: egyetemi hallgató). 2018-ban a Színház- és Filmművészeti Egyetem harmadéves színművész osztályának vizsgaelőadásán a régi, Harsányi Kálmán-féle fordítás felhasználásával játszották, rendezte Zsótér Sándor. 

### 21. századi hazai véleményekből
Egy értelmezés a század elejéről: A darab főhőse „szükségszerű kötelességként ismeri fel a szabad akaratból való helyes cselekvést, de az életet, a való világot csak álomnak tekinti, amelynek csak a túlvilággal összefüggésben van jelentősége. Ez az ún. keresztény pesszimizmus a spanyol barokk egyik alapgondolata, s Calderón életművének legjellemzőbb motívuma.”
A „Kamra” 2010. évi bemutatójának kritikáiból, de nem az előadásról, hanem az eredeti Calderon-darabról:
- „Az élet álom című remekművet, amely a világ drámairodalmának vitathatatlanul egyik legszebb darabja, meglepően kevésszer játsszák színpadjainkon. Ennek oka rejtély, hiszen mindaz a közkeletű, ám igen felszínes ítélet, ami hozzá kapcsolódik – hogy túl súlyos, túl filozofikus, túl díszes stb. lenne (különben is: mi az, hogy túl?) –, azonnal szertefoszlik, mihelyt valaki elolvassa akár a klasszikussá vált Jékely Zoltán-, akár az újabb Térey János-fordítását. Mély, katarzist kínáló és izgalmas – bár méltó megvalósításához nyilvánvalóan nem könnyű színpadi formát találni.”[5]
- „Calderón grandiózus barokk látomásának, Az élet álomnak a sok közül az egyik alapkérdése, hogy létezik-e született gonosz, vagy az embert a körülményei határozzák meg… [A fenséges történet] a steril filozófia és a burjánzó költőiség között – a meseszövés, a fordulatok és az emberi lélek labirintusában – hatalmas utat jár be. Ezen az úton ma már nem tudjuk követni, sokkal kisebbek és jelentéktelenebbek vagyunk – olyanok, mint a kor.”[6]